# Актиноид
Актиноиди (IUPAC номеклатура, такође звани актиниди): хемијски елементи са редним бројем од 89-103 (актинијум и њему слични елементи: торијум, протактинијум, уранијум, нептунијум, плутонијум, америцијум, киријум, берклијум, калифорнијум, ајнштајнијум, фермијум, мендељевијум, нобелијум и лоренцијум), припадају такозваној унутрашњој периоди прелазних метала. Сви су радиоактивни, а од нептунијума па надаље добијају се само вештачким путем, док се неки користе и као нуклеарно гориво. Актиноидна серија је добила име по првом елементу у низу, актинијуму. Неформални хемијски симбол An користи се у општим расправама о хемији актиноида да би се означио било који актиноид.
Стриктно гледано, актинијум је означен као елемент групе 3, али је често укључен у било коју општу расправу о хемији актиноидних елемената. Будући да „актиноид“ значи „актинијуму сличан“ (cf. хуманоид или андроид), из семантичких разлога се тврди да актинијум логички не може бити актиноид, али IUPAC признаје његово укључивање на основу устаљене употребе.
Сви актиниди осим једног су елементи -блока, са изузетком било актинијума или лоренцијума. Серија углавном одговара попуњавању 5f електронске љуске, иако актинијуму и торијуму недостају 5f електрону, а киријум и лоренцијум имају исти број као и претходни елемент. У поређењу са лантаноидма, који су такође углавном елементи -блока, актиниди показују много променљивију валентност. Сви они имају веома велике атомске и јонске радијусе и показују необично велик опсег физичких својстава. Док се актинијум и касни актиноиди (од америцијума надаље) понашају слично лантаноидима, елементи торијум, протактинијум и уранијум су много сличнији прелазним металима у својој хемији, при чему нептунијум и плутонијум заузимају средњи положај.
Сви актиниди су радиоактивни и ослобађају енергију након радиоактивног распада; природни уранијум и торијум, и синтетички произведени плутонијум су најзаступљенији актиноиди на Земљи. Они се користе у нуклеарним реакторима и нуклеарном оружју. Уранијум и торијум такође имају различите тренутне или историјске намене, а америцијум се користи у јонизационим коморама већине модерних детектора дима.
Од актиноида, примордијални торијум и уранијум се природно јављају у значајним количинама. Радиоактивни распад уранијума ствара пролазне количине актинијума и протактинијума, а атоми нептунијума и плутонијума повремено настају реакцијама трансмутације у уранијумовим рудама. Остали актиниди су чисто синтетички елементи. Тестови нуклеарног оружја у околину су ослободили најмање шест актинида тежих од плутонијума; анализа остатака експлозије водоничне бомбе из 1952. године показала је присуство америцијума, киријума, берклијума, калифорнијума, ајнштајнијума и фермијума.
У презентацијама периодног система, лантаноиди и актиноиди су обично приказани као два додатна реда испод главног дела табеле, са резервираним местима или одабраним појединачним елементом сваке серије (било лантаном или лутецијумом, или било актинијумом или лоренцијумом), приказаним у једној ћелији главне табеле, између баријума и хафнијума, односно радијума и радерфордијума. Ова конвенција је у потпуности ствар естетике и практичности форматирања; ретко коришћени периодни систем широког формата садрже серије лантаноида и актиноида на њиховим одговарајућим местима, као делове шестог и седмог реда (периоде) табеле.
| Атомски број | Име           | Симбол |
| ------------ | ------------- | ------ |
| 89           | Актинијум     | Ac     |
| 90           | Торијум       | Th     |
| 91           | Протактинијум | Pa     |
| 92           | Уранијум      | U      |
| 93           | Нептунијум    | Np     |
| 94           | Плутонијум    | Pu     |
| 95           | Америцијум    | Am     |
| 96           | Киријум       | Cm     |
| 97           | Берклијум     | Bk     |
| 98           | Калифорнијум  | Cf     |
| 99           | Ајнштајнијум  | Es     |
| 100          | Фермијум      | Fm     |
| 101          | Мендељевијум  | Md     |
| 102          | Нобелијум     | No     |
| 103          | Лоренцијум    | Lr     |

| Актинијум89[227] | Торијум90232,04 | Протактинијум91231,04 | Уранијум92238,03 | Нептунијум93[237] | Плутонијум94[244] | Америцијум95[243] | Киријум96[247] | Берклијум97[247] | Калифорнијум98[251] | Ајнштајнијум99[252] | Фермијум100[257] | Мендељевијум101[258] | Нобелијум102[259] | Лоренцијум103[266] |

Примордијални Од распада Синтетички Руб показује налажење елемента у природи

## Нукларна својстава
| Нуклид   | Полуживот                  | Мод распада | Фракција гранања       | Извор       |
| -------- | -------------------------- | ----------- | ---------------------- | ----------- |
| 20681Tl  | 4,202 ± 0,011 m            | β−          | 1,0                    | LNHB        |
| 20881Tl  | 3,060 ± 0,008 m            | β−          | 1,0                    | BIPM-5      |
| 21082Pb  | 22,20 ± 0,22 y             | β−          | 1,0                    | ENSDF       |
| 21082Pb  | 22,20 ± 0,22 y             | α           | ( 1,9 ± 0,4 ) x 10−8   | ENSDF       |
| 21182Pb  | 36,1 ± 0,2 m               | β−          | 1,0                    | ENSDF       |
| 21282Pb  | 10,64 ± 0,01 h             | β−          | 1,0                    | BIPM-5      |
| 21482Pb  | 26,8 ± 0,9 m               | β−          | 1,0                    | ENSDF       |
| 21183Bi  | 2,14 ± 0,02 m              | β−          | 0,00276 ± 0,00004      | ENSDF       |
| 21183Bi  | 2,14 ± 0,02 m              | α           | 0,99724 ± 0,00004      | ENSDF       |
| 21283Bi  | 60,54 ± 0,06 m             | α           | 0,3593 ± 0,0007        | BIPM-5      |
| 21283Bi  | 60,54 ± 0,06 m             | β−          | 0,6407 ± 0,0007        | BIPM-5      |
| 21483Bi  | 19,9 ± 0,4 m               | α           | 0,00021 ± 0,00001      | ENSDF       |
| 21483Bi  | 19,9 ± 0,4 m               | β−          | 0,99979 ± 0,00001      | ENSDF       |
| 21084Po  | 138,376 ± 0,002 d          | α           | 1,0                    | ENSDF       |
| 21986Rn  | 3,96 ± 0,01 s              | α           | 1,0                    | ENSDF       |
| 22086Rn  | 55,8 ± 0,3 s               | α           | 1,0                    | BIPM-5      |
| 22187Fr  | 4,9 ± 0,2 m                | β−          | 0,00005 ± 0,00003      | ENSDF       |
| 22187Fr  | 4,9 ± 0,2 m                | α           | 0,99995 ± 0,00003      | ENSDF       |
| 22388Ra  | 11,43 ± 0,05 d             | α           | 1,0                    | ENSDF       |
| 22388Ra  | 11,43 ± 0,05 d             | 14C         | ( 8,9 ± 0,4 ) x 10−10  | ENSDF       |
| 22488Ra  | 3,627 ± 0,007 d            | α           | 1,0                    | BIPM-5      |
| 22588Ra  | 14,9 ± 0,2 d               | β−          | 1,0                    | ENSDF       |
| 22688Ra  | ( 1,600 ± 0,007 ) x 103 y  | α           | 1,0                    | BIPM-5      |
| 22888Ra  | 5,75 ± 0,03 y              | β−          | 1,0                    | ENSDF       |
| 22489Ac  | 2,78 ± 0,17 h              | α           | 0,091 +0,020 -0,014    | ENSDF       |
| 22489Ac  | 2,78 ± 0,17 h              | EC          | 0,909 +0,014 -0,020    | ENSDF       |
| 22589Ac  | 10,0 ± 0,1 d               | α           | 1,0                    | ENSDF       |
| 22789Ac  | 21,772 ± 0,003 y           | α           | 0,01380 ± 0,00004      | ENSDF       |
| 22789Ac  | 21,772 ± 0,003 y           | β−          | 0,98620 ± 0,00004      | ENSDF       |
| 22889Ac  | 6,15 ± 0,02 h              | β−          | 1,0                    | ENSDF       |
| 22790Th  | 18,718 ± 0,005 d           | α           | 1,0                    | BIPM-5      |
| 22890Th  | 698,60 ± 0,23 d            | α           | 1,0                    | BIPM-5      |
| 22990Th  | ( 7,34 ± 0,16 ) x 103 y    | α           | 1,0                    | ENSDF       |
| 23090Th  | ( 7,538 ± 0,030 ) x 104 y  | α           | 1,0                    | ENSDF       |
| 23090Th  | ( 7,538 ± 0,030 ) x 104 y  | SF          | ≤ 4 x 10−13            | ENSDF       |
| 23190Th  | 25,52 ± 0,01 h             | β−          | 1,0                    | ENSDF       |
| 23190Th  | 25,52 ± 0,01 h             | α           | ~ 4 x 10−13            | ENSDF       |
| 23290Th  | ( 1,405 ± 0,006 ) x 1010 y | α           | 1,0                    | ENSDF       |
| 23290Th  | ( 1,405 ± 0,006 ) x 1010 y | SF          | ( 1,1 ± 0,4 ) x 10−11  | ENSDF       |
| 23390Th  | 22,15 ± 0,15 m             | β−          | 1,0                    | LNHB        |
| 23490Th  | 24,10 ± 0,03 d             | β−          | 1,0                    | ENSDF       |
| 23191Pa  | ( 3,276 ± 0,011 ) x 104 y  | α           | 1,0                    | ENSDF       |
| 23191Pa  | ( 3,276 ± 0,011 ) x 104 y  | SF          | ≤ 3 x 10−12            | ENSDF       |
| 23291Pa  | 1,32 ± 0,02 d              | EC          | 0,00003 ± 0,00001      | ENSDF       |
| 23291Pa  | 1,32 ± 0,02 d              | β−          | 0,99997 ± 0,00001      | ENSDF       |
| 23391Pa  | 26,98 ± 0,02 d             | β−          | 1,0                    | LNHB        |
| 23491Pa  | 6,70 ± 0,05 h              | β−          | 1,0                    | ENSDF       |
| 234m91Pa | 1,159 ± 0,016 m            | IT          | 0,0016 ± 0,0002        | IAEA-CRP-XG |
| 234m91Pa | 1,159 ± 0,016 m            | β−          | 0,9984 ± 0,0002        | IAEA-CRP-XG |
| 23292U   | 68,9 ± 0,4 y               | α           | 1,0                    | ENSDF       |
| 23292U   | 68,9 ± 0,4 y               | SF          |                        | ENSDF       |
| 23392U   | ( 1,592 ± 0,002 ) x 105 y  | α           | 1,0                    | ENSDF       |
| 23392U   | ( 1,592 ± 0,002 ) x 105 y  | SF          |                        | ENSDF       |
| 23492U   | ( 2,455 ± 0,006 ) x 105 y  | α           | 1,0                    | LNHB        |
| 23492U   | ( 2,455 ± 0,006 ) x 105 y  | SF          | ( 1,6 ± 0,2 ) x 10−11  | LNHB        |
| 235m92U  | 26 ± 1 m                   | IT          | 1,0                    | ENSDF       |
| 23592U   | ( 7,038 ± 0,005 ) x 108 y  | α           | 1,0                    | ENSDF       |
| 23592U   | ( 7,038 ± 0,005 ) x 108 y  | SF          | ( 7 ± 2 ) x 10−11      | ENSDF       |
| 23692U   | ( 2,342 ± 0,004 ) x 107 y  | α           | 1,0                    | ENSDF       |
| 23692U   | ( 2,342 ± 0,004 ) x 107 y  | SF          | ( 9,4 ± 0,4 ) x 10−10  | ENSDF       |
| 23792U   | 6,749 ± 0,016 d            | β−          | 1,0                    | LNHB        |
| 23892U   | ( 4,468 ± 0,005 ) x 109 y  | α           | 1,0                    | LNHB        |
| 23892U   | ( 4,468 ± 0,005 ) x 109 y  | SF          | ( 5,45 ± 0,04 ) x 10−7 | LNHB        |
| 23992U   | 23,45 ± 0,02 m             | β−          | 1.0                    | ENSDF       |
| 23693Np  | ( 1,55 ± 0,08 ) x 105 y    | α           | 0,0016 ± 0,0006        | LNHB        |
| 23693Np  | ( 1,55 ± 0,08 ) x 105 y    | β−          | 0,120 ± 0,006          | LNHB        |
| 23693Np  | ( 1,55 ± 0,08 ) x 105 y    | EC          | 0,878 ± 0,006          | LNHB        |
| 236m93Np | 22,5 ± 0,4 h               | β−          | 0,47 ± 0,01            | LNHB        |
| 236m93Np | 22,5 ± 0,4 h               | EC          | 0,53 ± 0,01            | LNHB        |
| 23793Np  | ( 2,144 ± 0,007 ) x 106 y  | α           | 1,0                    | ENSDF       |
| 23793Np  | ( 2,144 ± 0,007 ) x 106 y  | SF          |                        | ENSDF       |
| 23893Np  | 2,117 ± 0,002 d            | β−          | 1,0                    | ENSDF       |
| 23993Np  | 2,356 ± 0,003 d            | β−          | 1,0                    | ENSDF       |
| 23694Pu  | 2,858 ± 0,008 y            | α           | 1,0                    | ENSDF       |

| LNHB        | „Национална лабораторија Хенри Бекерел”. Архивирано из оригинала 13. 02. 2021. г. Приступљено 03. 01. 2021., Препоручени подаци |
| BIPM-5      | M.-M. Bé, V. Chisté, C. Dulieu, E. Browne, V. Chechev, N. Kuzmenko, R. Helmer, A. Nichols, E. Schönfeld, R. Dersch, Monographie BIPM-5, Table of Radionuclides, Vol. 2 - A = 151 to 242, 2004. |
| ENSDF       | „Evaluated Nuclear Structure Data File”. Brookhaven National Laboratory. Приступљено 15. 11. 2006. |
| IAEA-CRP-XG | M.-M. Bé, V. P. Chechev, R. Dersch, O. A. M. Helene, R. G. Helmer, M. Herman, S. Hlavác, A. Marcinkowski, G. L. Molnár, A. L. Nichols, E. Schönfeld, V. R. Vanin, M. J. Woods, IAEA CRP "Update of X Ray and Gamma Ray Decay Data Standards for Detector Calibration and Other Applications", IAEA Scientific and Technical Information report STI/PUB/1287, May 2007, International Atomic Energy Agency, Vienna, Austria, Update of X Ray and Gamma Ray Decay Data Standards for Detector Calibration and Other Applications. International Atomic Energy Agency. 2007. ISBN 978-92-0-113606-0. |